# HD 118319
HD 118319，又名CD-33 9189，SAO 204653、HR 5117，是一颗恒星，视星等为6.5，位于銀經313.47，銀緯27.47，其B1900.0坐标为赤經13h 31m 7s，赤緯-33° 27.47′ 22″。